# Fremde, wenn wir uns begegnen
Fremde, wenn wir uns begegnen ist eine Verfilmung des im englischen Originaltitel (Strangers When We Meet) gleichnamigen Buches von Evan Hunter. Der Film, bei dem Richard Quine Regie führte, handelt von der Affäre zweier Verheirateter, die sich am Ende dafür entscheiden, in ihren angestammten Beziehungen zu bleiben.

## Handlung
Der Architekt Larry Coe lebt in Los Angeles. Er ist verheiratet und hat mit seiner Frau Eve zwei Söhne. Eve ist sehr bedacht, dass Larry als Architekt vor allem finanziell erfolgreich ist, während es Larry eher auf seine Kreativität ankommt.
Maggie Gault, die Mutter eines Buben, ist mit ihrer Familie neu zugezogen. Sie wird von ihrem Mann Ken sexuell vernachlässigt. (Auch Eve zeigt während des Films wiederholt Anzeichen sexueller Vernachlässigung.)
Larry und Maggie lernen einander an der Haltestelle für den Schulbus kennen.  Larry kann Maggie dazu überreden, mit ihm eine intensive erotische Beziehung einzugehen. Als Larry von dem Schriftsteller Robert Altar den Auftrag zum Bau eines Hauses erhält, benutzen Larry und Maggie den Hausbau immer wieder als Gelegenheit, um sich zu treffen.
Der Nachbar Felix Anders kommt ihnen auf die Schliche. Als er Eve bedrängt, begreift auch sie, dass Larry sie betrogen hat. Sie stellt Larry zur Rede, und sie entscheiden sich zusammenzubleiben und nach Hawaii zu ziehen, wo Larry einen Stadtplanungsauftrag erhalten hat.
Als Altars Haus fertig, aber noch nicht bezogen ist, treffen sich Maggie und Larry dort. Larry informiert Maggie, dass er mit seiner Familie nach Hawaii geht. Maggie und Larry versichern sich erneut ihrer Liebe und meinen, dass sie am liebsten in diesem, „ihrem“ Haus leben würden. Der eintreffende Bauleiter spricht Maggie als „Mrs. Coe“ an und gratuliert ihr zur Leistung „ihres Mannes“. Daraufhin verlässt Maggie das Haus und Larry.

## Motive
Der Ehebruch, den Larry und Maggie begehen, wird im Film nur indirekt gezeigt, und er wird auch kaum getadelt. Die Zeit, die die beiden miteinander verbringen, wird als durchaus idyllisch gezeichnet, wenngleich beide einander auch immer wieder „fremd“ sind. Beide thematisieren auch ihr schlechtes Gewissen dem betrogenen Ehepartner gegenüber und beide widmen sich weiterhin ihren Kindern. Insofern ergreift der Film in Anbetracht seiner Entstehungszeit kaum (Ab-)Wertung. Als Gegenbild tritt der mit wechselnden Begleiterinnen auftretende, explizit promiske Schriftsteller Altar auf.
Im Abspann des Films erklingt als Hintergrundmusik ein Lied, in dem eine verborgene Liebe beschrieben wird, die die Liebenden veranlasst, sich als Fremde, wenn sie sich begegnen zu geben.
Walter Matthau gibt mit Felix Anders einen spießigen Schnüffler und den Vertreter einer Doppelmoral, der sich einerseits gegen schlüpfrige Witze in Anwesenheit von Frauen ausspricht, andrerseits aber sich selbst als ehebrecherischen „Professionellen“ sieht, der den „Amateur“ Larry in seinen amourösen Abenteuern beraten will. In der Auseinandersetzung zwischen Larry und Felix stellt Felix die Frage, was ihn, der gerade Eve belästigt und bedrängt hat und von ihr aus dem Haus gewiesen worden ist, von Larry unterscheide. Das Klischee, dass Frauen letzten Endes auch gegen ihre explizit geäußerte Meinung von Männern „umworben“ bzw. „verführt“ werden wollen, wird an dieser Stelle (und an anderen Stellen des Films) deutlich ausgespielt.

## Kritik
„Anspruchsvoll ausgemalte Gesellschaftsstudie über die leidenschaftliche Liebe zwischen einem genialen Architekten und einer vernachlässigten Dame. Regie und Kamera verstehen sich auf elegante Formen der Sentimentalität.“

## Produktion und Trivia
Der Film war die dritte von vier gemeinsamen Arbeiten von Kim Novak und Regisseur Richard Quine. Während der Dreharbeiten 1959 wurden sie ein Paar. Das im Film errichtete futuristische Haus von Carl Anderson und Ross Bellah sollte nach Beendigung der Dreharbeiten Novak und Quine als Hochzeitsgeschenk überreicht werden. Da sich die Heiratspläne aber zerschlugen, bezog Quine das Haus später alleine.